# 보헤미아와 헝가리의 안나
보헤미아와 헝가리의 안나(독일어: Anna von Böhmen und Ungarn, 폴란드어: Anna Jagiellonka, 체코어: Anna Jagellonská, 헝가리어: Jagelló Anna, 1503년 7월 23일 ~ 1547년 1월 27일)는 신성 로마 제국의 황제 페르디난트 1세의 아내이다. 헝가리 국왕 러요시 2세가 그녀의 남동생이다. 아들 막시밀리안은 신성로마제국의 황제에 즉위했고 막내딸 요하나는 토스카나 대공국의 프란체스코 1세의 부인이 되었다.

## 생애

### 출생
아나는 부다(현재의 부다페스트)에서 태어났다. 보헤미아와 헝가리의 왕 울라슬로 2세와 그의 세 번째 아내 안 드 푸아사이에서 태어난 장녀이자 외동딸이다. 헝가리와 보헤미아의 왕 러요시 2세는 그녀의 남동생이다. 그녀의 친조부모는 폴란드의 카지미에시 4세 국왕과 보헤미아 왕국, 룩셈부르크 공국, 쿠자바 공국의 상속녀 중 한 명인 오스트리아의 엘리자베트였다. 그녀의 외조부모는 캉달 백작 가스통 드 푸아와 나바라 왕국의 인판타 드 푸아이다.

### 성장
1516년 3월 13일 블라디슬라프 2세가 사망하면서 신성 로마 제국의 막시밀란 1세 황제의 보살핌을 받게 되었다. 애나와 메리는 처음에 비엔나로 이사했고, 그 후에 인스브루크로 이사했다. 인스부르크는 황제의 무기고가 있었고 무기 산업의 본거지였다. 막시밀리안은 거의 방문하지 않았지만, 인문학 교사들은 보내 교육을 받을 수 있도록 배려하였다.

### 결혼
1515년 빈 회의에서 당시 신성 로마 황제였던 막시밀리안 1세는 울라슬로 2세의 딸 안나와 자신의 손자를, 또한 울라슬로의 아들 러요시(루드비크)와 자신의 손녀를 결혼시키기로 협의했다. 이 때 안나와 결혼 상대는 카를과 페르디난트 중 어느 쪽이 될 지 아직 정해지지 않은 상태였다.
안나는 1521년 5월 26일 오스트리아의 린츠에서 페르디난트와 결혼했다. 이듬해 동생 러요시 2세도 페르디난트의 여동생 마리아와 결혼했다. 당시 남편 페르디난트는 그의 형 카를 5세를 대신하여 합스부르크 왕가의 세습 영토를 통치하고 있었다. 만약 헝가리 왕 러요시 2세가 후계없이 사망할 경우에 남편 페르디난트가 헝가리 왕위를 계승하도록 그녀가 결혼할 때 양국이 합의하였다.

### 결혼 생활
1526년 러요시 2세가 후계자를 남기지 못한 채 오스만 제국과의 모하치 전투에서 전사하였다. 단절된 헝가리 왕조는 헝가리와 보헤미아의 왕권은 안나의 남편 페르디난트가 계승했다. 또한 헝가리 영토는 오스만, 오스트리아, 트란실바니아 공국으로 분할, 흡수되어 버렸다.
1526년 10월 24일 남편 페르디난트는 아나와 함께 보헤미아의 왕으로 선출된 후, 귀족들에 의해 헝가리의 왕으로 선포되었다. 그러나 일부 헝가리 귀족들은 외국의 통치자가 그 작위를 갖는 것을 허락하지 않았고 대신 자폴랴 요한을 왕으로 선출했다. 1570년 슈파이어 조약의 일부로서 요한의 아들 지기스문트가 페르디난트의 아들 막시밀리안에게 헝가리 왕위를 내줄 때까지 두 경쟁자와 그들의 후계자 사이의 갈등은 계속되었다. 1531년 페르디난트의 형 카를 5세가 페르디난트를 차기 신성 로마 제국의 황제로 지명하면서 페르디난트는 로마의 왕이 되었다.
아나는 남편 페르디난트가 브뤼셀에 머무는 동안에 트리에스테의 주교와 함께 섭정이 되어 평의회 의장으로서 국정을 책임졌다.

### 사망
1547년에 막내딸 요하나를 낳고 3일후에 프라하에서 사망하였다. 그녀의 남편은 1556년 그의 친형 카를 5세가 선위를 하자 페르디난트 1세 황제가 되었다. 정략결혼이었음에도 불구하고 남편과 사이가 좋았고 그녀가 죽은 후 페르디난트 1세는 평생 재혼하지 않았다.

## 자녀
두 사람 사이에서는 4남 11녀가 태어났다.
- 엘리자베트(1526~1545) 폴란드 왕비
- 막시밀리안 2세(1527~1590) 신성 로마 제국 황제
- 안나(1528~1590) 바이에른 공작 부인
- 페르디난트(1529~1595) 오스트리아 대공
- 마리아(1531~1581) 윌리히클레브스베르크 공작 부인
- 막달레나(1532~1590)
- 카타리나(1533~1572) 폴란드 왕비
- 엘레오노라(1534~1594) 만투바 공작부인
- 마르가레테(1536~1566)
- 요한(1538~1539)
- 바르바라(1539~1572) 페라라 공작 부인
- 카를(1540~1590) 오스트리아 대공
- 우르줄라(1541~1543)
- 헬레나(1543~1574)
- 요한나(1546~1578) 토스카나 대공비